# Ladislav Hrdlička
Ladislav Hrdlička (4. dubna 1937, Sabinov – 30. dubna 2011, Praha) byl český archeolog středověku.

## Život
Po absolutoriu na pražské FF UK (1959) působil s krátkými pauzami až do roku 2011 v pražském archeologickém ústavu (dnes Archeologický ústav AV ČR, Praha, v. v. i.). Počátky jeho terénních odborných aktivit jsou spojeny s mimopražskými lokalitami (asistence na Hradištku u Davle, účast na výzkumu v Sezimově Ústí, Oškobrh, Kanín, Vraclav u Vysokého Mýta aj.). Od roku 1968 se jeho prioritním zájmem stal terénní i teoretický archeologický výzkum pražského podhradí, jemuž zasvětil i následná desetiletí své odborné činnosti. V 70. letech se krátkodobě věnoval i výzkumu Pražského hradu a jeho bezprostředního zázemí (Starý královský palác, Lumbeho zahrady).

## Dílo
K jeho nejvýznamnějším počinům v oblasti teorie a metodiky archeologického výzkumu patří definování nároků na kvalifikovaný terénní výzkum a záznam komplikovaných stratigrafií v prostředí středověkého města (mj. i jeho korelační tabulka vrstev, která sloužila jako vývojový diagram při vyhodnocování nálezových situací obdobně jako později tzv. Harrisova matice nebo využívání přehledných rekonstrukčních řezů postihujících sídlištní vývoj vybraných částí středověké Prahy) i formulování jeho strategie a taktiky. Při své práci využíval informací ze záchranných liniových výzkumů ke sledování vědeckých otázek včetně geneze sídelního prostoru v závislosti na přírodním prostředí nebo v prosazování projektů výzkumu.

## Přínos oboru
Klíčovým počinem Ladislava Hrdličky bylo systematické shromažďování informací o archeologickém výzkumu v pražském městském jádru do tzv. Mapy archeologických dokumentačních bodů. Mapa je prezentována prostřednictvím portálu praha-archeologicka.cz, jenž přímo navazuje na odkaz L. Hrdličky, a celý portál je řazen mezi služby poskytované výzkumnou infrastrukturou Archeologický informační systém ČR.
Ladislav Hrdlička je autorem či spoluautorem sedmi desítek odborných studií. Své dlouhodobé výzkumy v prostoru pražského Týnského dvora (Ungeltu) předložil v rámci souborné monografie.